# Geodia gallica
Espèce
Synonymes
- Isops gallica Lendenfeld, 1907 - protonyme

Geodia gallica est une espèce d'éponges de la famille des Geodiidae présente dans le banc des Aiguilles au large du cap des Aiguilles en Afrique du Sud.

## Taxonomie
L'espèce est décrite par Robert Lendlmayr von Lendenfeld en 1907 sous le nom de Isops gallica.

## Publication originale
- (de) Lendenfeld, R. von. (1907). « Die Tetraxonia. Wissenschaftliche Ergebnisse der Deutschen Tiefsee-Expedition auf der Dampfer Valdivia 1898-1899 ». 11(1-2): i-iv, 59-374, pls IX-XLVI.